# Gata' jezik
Gata' jezik (didayi, didei, dire, gataq, geta’, getaq, gta asa, gta’; ISO 639-3: gaq), austroazijski jezik uže porodice munda, kojim govori 3 060 ljudi (1991 popis) od 7 300 etničkih na područjima distrikata Koraput i Malkangiri u indijskoj državi Orissa. Jedan je od tri jezika uže skupine gutob-remo-geta’.
Postoje dva dijalekta, ravničarski i brdski koje Ruhlen smatra posebnim jezicima. U uportrebi su i desiya [dso] ili oriya [ori].

## Vanjske poveznice
- Ethnologue (14th)
- Ethnologue (15th)